# 세르핀
세르핀(Serpin)은 프로테아제 억제 활성이 처음으로 확인되었으며 모든 생명체에서 발견되는 유사한 구조를 가진 단백질 슈퍼패밀리이다. 세르핀은 처음으로 확인된 세르핀이 키모트립신 유사 세린 프로테아제(세린 프로테아제 억제제)에 작용하기 때문에 처음 만들어졌다. 이것들은 표적의 활성 부위를 파괴하기 위해 큰 구조적 변화를 겪음으로써 표적 프로테아제를 비가역적으로 억제하는 특이한 작용 메커니즘으로 유명하다. 이는 프로테아제 활성 부위에 결합하여 이에 대한 접근을 차단하는 프로테아제 억제제에 대한 보다 일반적인 경쟁 메커니즘과 대조된다.
세르핀에 의한 프로테아제 억제는 응고 및 염증을 포함한 일련의 생물학적 과정을 제어하므로 결과적으로 이러한 단백질은 의학 연구의 표적이 된다. 이것들의 독특한 구조적 변화는 구조 생물학과 단백질 접힘 연구 커뮤니티의 관심을 끌기도 한다. 형태 변화 메커니즘은 특정 이점을 제공하지만 단점도 있다. 세르핀은 단백질의 잘못된 접힘 및 비활성 장쇄 폴리머의 형성과 같은 세르피노병증을 초래할 수 있는 돌연변이에 취약한다. 세르핀 중합은 활성 억제제의 양을 감소시킬 뿐만 아니라 중합체의 축적을 초래하여 세포 사멸 및 장기 부전을 유발한다.